# Бречгер, Лукас
Петер Лукас Бречгер (нем. Peter Lucas Bretschger; род. 12 августа 1958, Цюрих) — швейцарский и французский экономист, известный своей работой в области экономики природных ресурсов и окружающей среды. Профессор экономики в Швейцарской высшей технической школе Цюриха ETH, был одним из основателей и возглавлял кафедру менеджмента, технологии и экономики (MTEC). Директор Центра экономических исследований в ETH Цюрих (CER-ETH), заведующий кафедрой в Центре энергетической политики и экономики (CEPE) ETH (Цюрих) и внешний научный сотрудник OxCarre — Оксфордского центра анализа ресурсно-богатых экономик (Oxford Centre for the Analysis of Resource Rich Economies), Университет Оксфорд, Великобритания.

## Биография
Лукас Бречгер родился в городе Цюрих, Швейцария. Он окончил Университет Цюриха, где изучал экономику и защитил докторскую степень (PhD) в 1988 году. После учёбы работал финансовым аналитиком в Zürcher Kantonalbank и научным сотрудником в Институте эмпирических исследований в области экономики (IEW). Провёл год приглашённым исследователем в Принстонском университете. Бречгер получил venia legendi (пожизненное право преподавания, которое обычно получали после успешной хабилитации) в Университете Цюриха и был назначен приглашённым профессором в университетах Констанц, Ла-Пас и Грайфсвальд, где был избран профессором экономики в 1999 году.
В 2003 году Бречгер вошёл в состав факультета ETH Цюрих в качестве полного профессора и руководителя группы по изучению экономики природных ресурсов. С 2005 по 2007 год возглавлял MTEC в ETH Цюрих. Основал проходящую раз в два года в Монте-Верита конференцию SURED в области ресурсной и экологической экономики. В 2016—2017 годах Бречгер занимал должность президента Европейской ассоциации экологической и ресурсной экономики (European Association of Environmental and Resource Economists, EAERE).

## Вклад в климатическую политику
Кроме научных достижений Лукас Бречгер внёс вклад в формирование климатической политики Швейцарии: был членом швейцарской делегации на нескольких конференциях, в частности, на климатических переговорах в Париже в 2015 году, ООН COP 15 (Копенгаген, 2015) и COP 17 (Дурбан, 2017). Активный член Консультативного органа по изменению климата при правительстве Швейцарии. 

### Научные интересы
Его работы в области экономики природных ресурсов и окружающей среды раскрывают взаимосвязь между ростом экономики, технологическим развитием и окружающей средой. Он исследует способы сочетания экономического роста с охраной природы, работает над инновациями и изучает, как новые технологии могут помочь в достижении устойчивого развития. Написал несколько учебников по экономике и активно публикует исследования в международных журналах: European Economic Review, International Economics and Economic Policy, Environmental and Resource Economics, Ecological Economics, Macroeconomic Dynamics, Journal of Environmental Economics and Management, Journal of Banking and Finance, Resource and Energy Economics, Journal of Economic Dynamics and Control, Annual Review of Resource Economics и других.

### Преподавательская деятельность
Работая в ETH (Цюрих), Лукас Бречгер участвовал в преподавании и наставничестве бакалавров, магистров, аспирантов и постдоков. Известные ученики: Karren Pittel, Thomas Steger, Alexandra Brausmann, Christa Brunnschweiler, Simone Valente и другие.

## Награды и признание
Бречгер получил несколько наград за вклад в экономику, включая две награды от Швейцарского общества экономики и статистики (Swiss Society of Economics and Statistics) и Швейцарского общества исследований экономических циклов (Swiss Society for Business Cycle Researc). ETH (Цюрих) присудил ему награду Золотая Сова (Golden Owl Award) за преподавательское мастерство.